# クレア・リー・シェンノート
クレア・リー・シェンノート（英: Claire Lee Chennault, 1893年9月6日 - 1958年7月27日）は、アメリカ合衆国の軍人。最終階級は中将。中国名は陳納徳。アメリカ陸軍航空隊の将校であり、日中戦争（支那事変）最中には顧問として派遣された中華民国軍で航空参謀長を務めた。フライング・タイガースの指揮官としてその名を知られる。
なお、日本では姓Chennaultについて「シェンノート」と呼ばれることが多いが、正しい発音はシェノールト又はシェノールに近い。当時の日本軍からはシェリーター、チエンノートなどと呼称された。

## 生涯

### 生い立ち
「Chennalt」はフランス語起源で「灌漑用運河付近の住人」をさす。その血筋は1701年3月5日、移民船「ナッサウ号」でイギリス人の妻とともにヨークタウンに上陸したエスティエンヌ・チェノー（Estienne Cheneau）に端を発する。この移民船は英国プロテスタント救済基金事業の第4船であり、オランダから亡命したユグノーで構成されていた。この事から、エスティエンヌはルイ14世の迫害を逃れオランダに亡命した（あるいはその2世）ものであると推測されている。また、「Claire Lee」は母方の叔父（1873 - 1891）の名である。彼は保安官代理で、シェンノートの生まれる前に、護送中の囚人に銃を奪われ18歳で殉職した。「Lee」の由来は、シェンノートの祖父ウィリアム・ウォーレス・リー（1836-1911）が南軍の軍医で、リー将軍と縁続きであったためである。

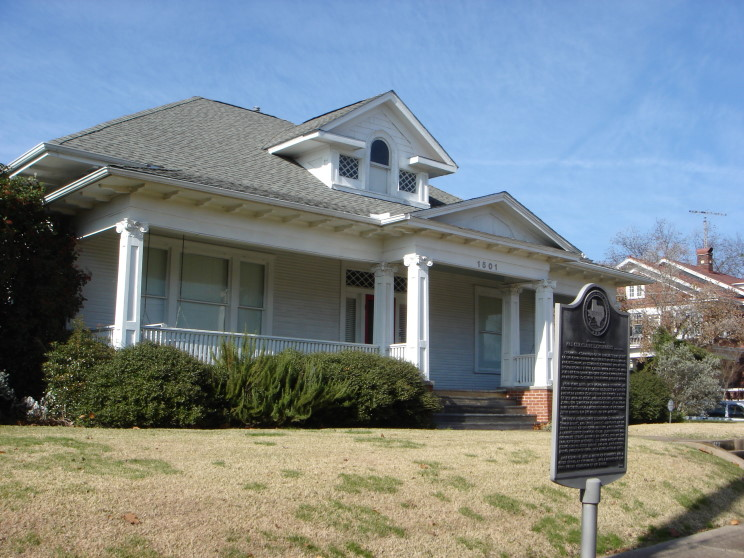
コマースの生家

テキサス州コマースで生まれ、その後ルイジアナ州ギルバートに移り住んだ。一家の生計は綿花の栽培でなりたっていた。母親の死亡後、叔母のルイーズ・リー・チェイスに育てられた。その後、父親のジョンがシェンノートの通っていた学校の教師ロティ・バーンズと再婚した。ロティ・バーンズはシェンノートに大きな影響を与え、ロティの薦めで1909年1月25日に15歳の若さでルイジアナ州立大学農学部に入学した。なお、年齢制限に抵触する恐れがあったため、父の提案で1889年生まれと鯖読みしていた。
しかしその年の12月、ルイーズは交通事故死する。彼女の死はシェンノートに大きなショックを与え、予備役将校訓練課程を受けた後、大学を中退。失意のうちに帰郷したシェンノートは、叔父のネルソンの薦めで、ルイジアナ州の教師になるためにウェストキャロル郡の州立師範学校に再入学した。師範学校入学中に知り合ったネル・トモソンと1910年12月24日に最初の結婚をした。師範学校卒業後、クレイボーン郡アセンズの小さな学校に赴任。教室が一つしかないその学校は不良ぞろいで、赴任した教師は皆一学期で去る有様だった。そこでシェンノートは、早速生徒の中でも取分け腕っぷしの強い者たちを学校の裏手に呼び出し、全員素手で叩きのめしてしまった。すると生徒たちは大人しくなり、規律をよく守るようになったという。

### アメリカ陸軍航空隊
第一次世界大戦時の1917年4月、オハイオ州のグッドイヤーの工場で働いていたが、アメリカの参戦を聞いてアメリカ陸軍に入隊した。まずインディアナ州ベンジャミン・ハリソン基地で士官養成訓練を受け、1917年11月27日に予備役歩兵中尉に任官する。任地はサンアントニオのトラビス基地で所属は第90師団であった。
航空機にあこがれていたシェンノートは、近くの陸軍航空隊のケリー基地への転属を希望して異動するが、そこでの任務は航空隊の士官候補生に歩兵訓練を施す物であった。しかし、飛行隊の教官と親しくなることで飛行機の操縦を身につけた。1918年9月に第46追撃中隊の副官としてヨーロッパ戦線に派遣される予定であったが、戦争終結が近いということでこれは中止された。その後、ヴァージニア州のラングレイ基地で悪性インフルエンザが流行り、病院代わりとされた格納庫の責任者となったシェンノートも病気にかかり、一時は軍医も見放した。シェンノートいわく、友人の差し入れてくれたバーボンで回復したとのことである。
待望の飛行学校への入校が認められてケリー基地へ向かう汽車の中で終戦の報を聞く。教官との確執から一時は卒業が危ぶまれたものの、1919年4月9日に飛行学校を卒業した。1920年4月16日に名誉除隊をするが、職もなく1920年7月1日常備軍に志願、採用される。1923年9月にハワイへの転属を命ぜられ、フォード島ルーク基地の第19戦闘機中隊の隊長に任ぜられる。
1926年にサンアントニオのブルックス基地に転属、初等飛行訓練の責任者となったが、ここで空挺作戦について研究をした。これがソビエト連邦のバラノフ将軍を団長とする軍事使節団の目にとまり、シェンノートをソビエト陸軍の教官として採用したいと望まれた。シェンノートは乗り気ではなく、婉曲に断ろうと採用条件として必要経費とは別に月給$1,000と大佐の階級を要求するが、ソビエト陸軍側はこれを快諾した。
結局ソビエト陸軍の誘いは断り、1930年に陸軍航空隊戦術学校に入校する。追撃部門訓練教官主任となり、1933年に3編の論文をまとめた「防御的追跡の役割」を書き上げ、陸軍航空隊戦術学校で印刷配布した。これは爆撃機が直掩機を伴って来ることを想定し、従来のように一対一ではなく、二機一組での迎撃を主張したものであった。しかし戦闘機不要論が世界的に起こっていた当時において、シェンノートの理論は全く理解されず、現役指揮官からも嘲笑されるほど孤立してしまった。その後第1追撃航空隊長になり、1934年末、校長のジョン・F・カリー中佐の依頼で学生のヘイウッド・ハンセル少尉、「ビリー」・マクドナルド軍曹、ジョン・ヘンリー・「ルーク」ウィリアムソン軍曹らとアクロバットチーム「フライング・トラピーズの三人男」を結成する。
1936年1月、マイアミにて解散ショーを行っていたところ、中華民国の中国航空公司総裁ウィリアム・パウレーとともに訪れていた中華民国空軍幹部の毛邦初上校の目に留まる。ショーの後、毛は彼らをクルーズ船に招待し、マクドナルドとウィリアムソンを蔣介石委員長率いる中華民国に来て空軍の軍事顧問となる事を持ち掛けた。シェンノートは自分が行けないことを残念がりながらも、二人の肩を押した。だが、かつて中央航空学校を発展させたジョン・ジュエット元大佐らがそうであったように、モンロー主義のアメリカにおいて現役・退役問わず軍人が他国の軍事に介入する事は好ましくなく、軍上層部の許可が下りなかった。
この頃、長年機上の急激な風圧にさらされ続けたことで難聴と気管支炎を患い、1937年初頭、アーカンソー州ホットスプリングスの陸軍病院に入院。陸軍からは退役を勧められた。この間、ジュエット大佐率いる米軍事顧問団の一人であったロイ・ホルブロック（Roy Holbrook）を介して軍事顧問の誘いを再度受けたと思われ、4月13日、健康問題を理由に退役し、中国へ行くことを決意する。5月1日、「プレジデント・ガーフィールド号」に乗り込み米国を後にした。

### 「フライング・タイガース」

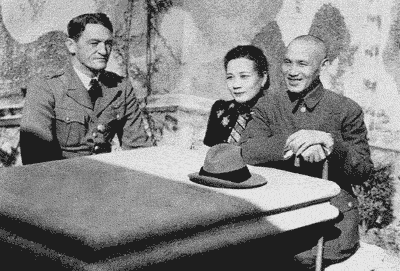
蔣介石・宋美齢夫妻と

5月中旬、シェンノートは神戸を経て上海に降り立った。前述の理由から、表向きはサーカスの副マネージャーという肩書であったシェンノートは航空参謀長の地位（階級は大佐）で雇い入れられた。当初、契約は3か月の予定であったが、1937年7月7日に日中戦争に全面突入したため、留まる事となった。専用機として中国側が購入したカーチスホーク75Hをもらい受ける。11月、漢口にてヴィンセント・シュミットを指揮官としアメリカ・フランス人義勇兵からなる国際第14大隊を結成。中華民国空軍が購入する新鋭機の乗員として当てがわれた。12月にマーチンB-10で第3大隊と連携し、王浜飛行場空爆などを行う。翌年2月7日と27日にはヴァルティV-11で日本軍陣地や移動中の部隊、舟艇などを攻撃するが、バーで飛行機の情報を口走るような防諜意識の低さなど素行面に問題のある人物が多かった事、また宋美齢が事故で負傷し秘書長の職務を一時的に降りた事により、中華民国空軍との亀裂が深まった。最終的に、日本本土へのビラ散布計画のため、中華民国空軍側がB-10を一方的に徴発、激怒した義勇兵の一人エルヴィン・ギボンが銃を発砲する騒ぎを起こした。これが決定打となり、国際第14大隊は1938年3月22日に解散した。
その後、蔣介石委員長からの軍事支援の要請を受けたフランクリン・D・ルーズベルト大統領の指示を受け設立された「ワシントン中国援助オフィス」の支援の下に、アメリカ合衆国義勇軍(American Volunteer Group、AVG)を設立し、カーチスP-40などの100機のアメリカ製の最新鋭戦闘機と、シェンノートと同じくアメリカ軍籍を一時的に抜いて「民間人による義勇兵」となったパイロット100名、そして200名の地上要員をアメリカ軍内から集め中国大陸に送る。　　
パイロット募集の結果、シェンノートの下にはかつて彼と共に飛んだ「フライング・トラピーズ」のメンバーも数名加わり、それなりにベテランパイロットは揃い始めた。しかしその後は思ったように集まることはなく最終的にはシェンノートが理想としていた基準は落とさざるを得なかった。募集名簿がすべて埋まった時、AVGのパイロットは39州から海軍50名、陸軍35名、海兵隊15名の合計100名で編成された。しかし戦闘機訓練と航空機射撃の訓練を受けてきたパイロットはこの中の僅か1/3しかおらず、むしろ爆撃機の経験者の方が多く機体の扱いなどには未熟な者も多かった為、中国現地にてメンバーに対しての再訓練が必要であった。一方、中華民国軍兵士のパイロット訓練にも当たった。
零式艦上戦闘機に関する詳細な報告をアメリカ本国に送ったものの、本国では報告の内容について誰も信じず、討議の結果「シェーンノートのような最高の専門家の言っていることは信じたい。しかし、これが本当だとすれば、その“ゼロ”とかいう戦闘機は、アメリカの計画中のいかなる戦闘機よりも優秀だってことじゃないか。」と。
みんな、ワッと笑って、それでお開きになったという。

### 活動開始

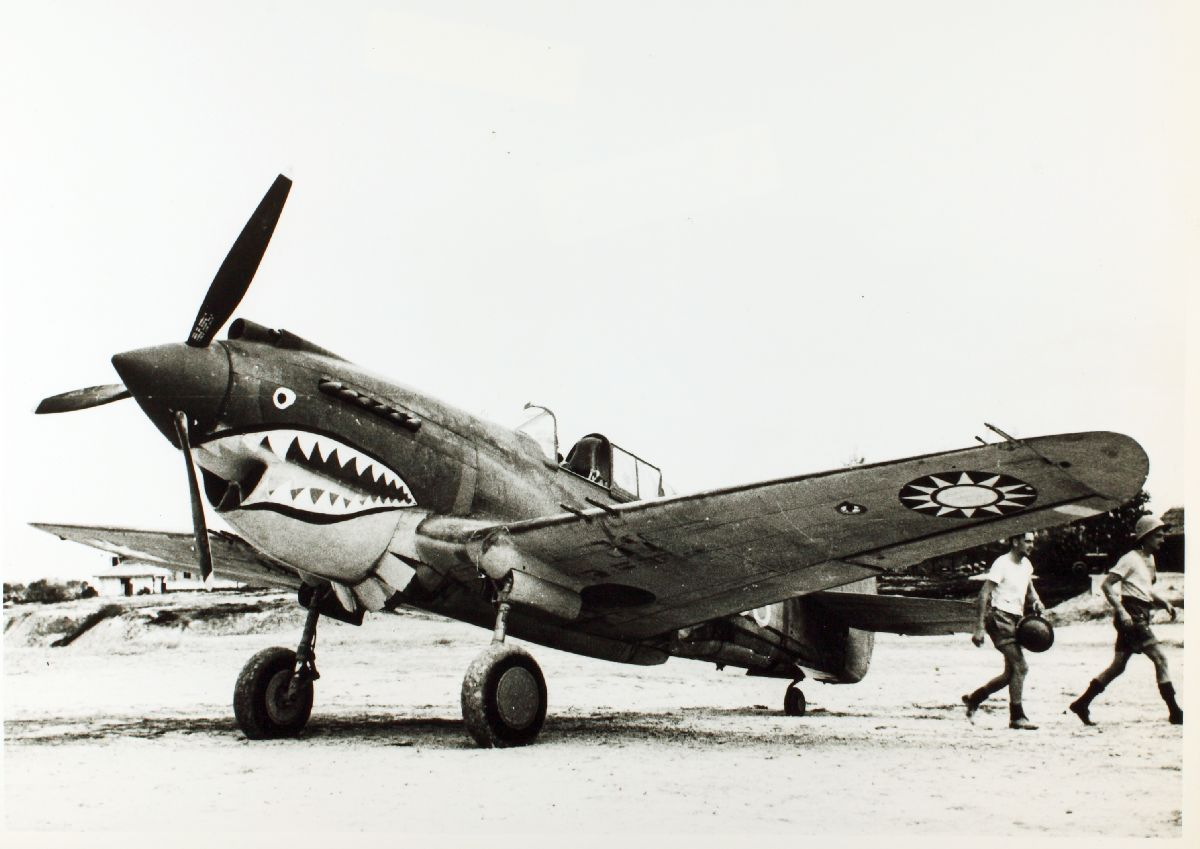
フライングタイガースが装備したP-40C

1941年11月に友好国のイギリスの植民地であったビルマにむけ5～6週間かけて渡航し、現地にて正式に中華民国軍として兵籍に入った。そしてイギリス空軍からラングーンの北にあるキェダウ航空基地を借り受け、ここをAVGの本拠地とした。その翌月、太平洋戦争開戦後の1941年12月下旬には昆明で日本軍と初の航空戦を行い、護衛機無で飛来してきた川崎製九九式双発軽爆撃機10機と遭遇し戦闘状態に入った。報告はさまざまであったが、この内AVGは5～9機の爆撃機を撃墜（日本側記録では3機被撃墜）を主張し、AVG側は損失1機（燃料切れで不時着）だった。
なお同月に、日本はアメリカをはじめとする連合国軍と戦闘状態に入っていたことから、中国国内及びビルマなどを中心に活動を行い、その後1942年7月まで、ビルマと同じくイギリスの植民地であったインドから来る補給隊の航空支援を行い続けた。

### 「フライング・タイガース」の解散
しかしその後日本軍は各地でアメリカ軍やイギリス軍などの連合国軍を圧倒し、同地における連合国軍の再編成を行なわざるを得なくなった上に、正式に日本に宣戦布告したアメリカにとって義勇軍の意味はなく、1942年7月3日に、アメリカ軍はAVGに対して正式に解散命令を出した。解散命令を受託したシェンノートは部隊を解散し残存戦力を中国国内やイギリス領ビルマ方面に展開するアメリカ軍第10空軍の部隊で編成された中華民国空軍機動部隊（CATF）に編入させた。この7ヶ月間に生き残ったAVGパイロットのうち僅か5名はシェンノートと共にアメリカ陸軍航空軍に復帰、そして残りのメンバーは報奨金を受け取り祖国アメリカに帰るものもいれば、現地に残り輸送機パイロットとして働く者もいた。
AVGフライングタイガースの解散の日、蔣介石の夫人である宋美齢はAVGメンバー全員に対し賛辞を送っている。そして彼らを夫人は「フライング・タイガー・エンジェル」と呼んだ。

### 民航空運公司

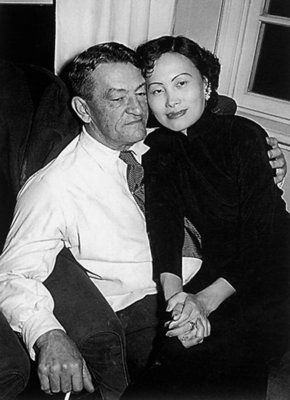
2度目の妻・陳香梅（アンナ）と

1945年8月の終戦後にアメリカ軍を退役し、1946年に中国共産党軍との間で再び国共内戦に突入した中華民国軍及び国民党政府のために、民間航空会社である民航空運公司（Civil Air Transport/CAT）を設立した。その後、1949年には国共内戦に敗北し台湾島に撤退した国民党政府とともに台湾に渡り、中国共産党が中国大陸に設立した中華人民共和国に対する作戦活動を行っていたCIAの後援の元に、同社の運営を継続する。
その後同社は、中華人民共和国に対する作戦活動支援のみならず、朝鮮戦争やインドシナ戦争でアメリカ軍向けの軍事物資の運搬業務や諜報活動支援につく傍ら、ダグラス DC-4Bやコンベア880などの大型旅客機を運行し東京や大阪、香港やバンコクなどへの国際線を運行するまでになった。

### 死去
最初の妻・ネルとは1946年に離婚し、翌年には中華民国の通信社・中央通訊社の記者だった陳香梅（アンナ・シェンノート）と再婚。1958年に死去し、ワシントンD.C.のアーリントン国立墓地に埋葬された。

## その他
- 幼い頃より釣りや狩猟を好んでいたため、アメリカ特有の乾燥した風土にさらされ、顔の皮膚がひび割れていた。この事から義勇隊員の間では「オールド・レザーフェイス」と呼ばれていた[22]。
- タバコはキャメルを好んでいた。戦後の1955年、LIFEに掲載されたキャメルの広告では「キャメルを旅の伴としてかれこれ40年になるが、これほど旨くてマイルドなたばこは他にない」とのコメントを寄せている[23]。この広告は翌年、ブライアン・キース、リーゼ・スティーヴンスらと並んで写った別の版も存在する。また、パイプを吸う姿も確認される[24]。
- 甥のウィリアム・シェンノート空軍兵長はフライング・タイガースの後身である第23戦闘航空団（英語版）にてヘリコプター整備班長をつとめ[25]、またアフガニスタンのキャンプ・ショラバク（英語版）に駐留した（2009年12月当時）[26]

## 栄典
- レジオン・オブ・メリット[27]
- 殊勲飛行十字章　2個[27]
- 陸海空軍甲種一等獎章 1942年11月2日[28]
- 青天白日勲章　1945年8月7日[29]
- 大綬雲麾勲章（中国語版） 1946年10月21日[30]
- 空軍洛書勲章 1946年10月21日[30]

### 人物
- 蔣介石
- 宋美齢
- ヨシフ・スターリン
- ウィンストン・チャーチル
- ジョセフ・スティルウェル

### その他
- 中国国民党
- 中華民国の歴史
- 日中戦争